# Cafè de gats

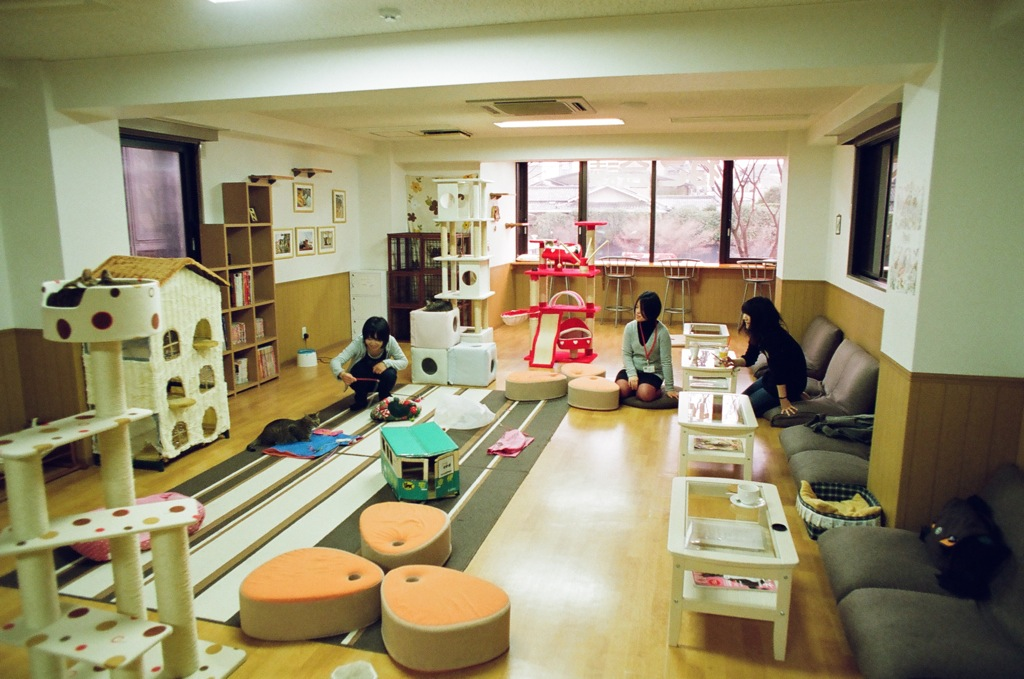
Nekokaigi, un petit cafè de gats a Kyoto

Un cafè de gats (japonès: 猫カフェ) és un cafè temàtic l'atracció del qual és poder observar i jugar amb gats. Els clients paguen el dret a entrar, i se sol pagar per hores. Aquesta tendència s'ha vist potenciada amb la publicació d'estudis recents que han suggerit que les sensacions que provoca acaronar els gats poden ser beneficioses des del punt de vista cardiovascular; per tant, és possible que aquesta pràctica sigui beneficiosa per a la salut.

## Història
El primer cafè de gats del món es va obrir a Taiwan el 1998. El cafè de gats taiwanès, ubicat a Taipei, aconseguí convertir-se amb el temps en un establiment famós al Japó i començà a atraure un bon nombre de turistes japonesos així com turistes del mateix país.
Al Japó, el primer cafè de gats va obrir a Osaka el 2004.

## Japó
Els cafès de gats són molt populars al Japó, on se n'hi poden trobar almenys uns 39 només a Tòquio. Un dels pioners fou la Botiga del gat (猫の店, Neko no Mise), de Norimasa Hanada, que va obrir les portes el 2005. La popularitat dels cafès de gats al Japó és atribuïda a la prohibició de tenir mascotes en edificis d'apartaments i conjunts residencials, i a la companyia relaxant dels gats que ajudaria a conviure amb la vida estressant i solitària de les grans ciutats.
Existeixen diversos tipus de cafès de gats, alguns s'especialitzen en determinades races de gats, o en gats negres i altres colors, entre altres aspectes. També han sorgit altres variants d'establiments amb mascotes, com els cafès de conills que també s'han fet molt populars al Japó, a més d'un cafè a Tòquio que, com a distinció, en comptes de gats ofereix cabres.
Els cafès de gats japonesos compleixen estrictes normatives per assegurar la salut i el benestar tant dels animals com dels clients, en particular assegurant-se que els gats no siguin molestats en excés o rebin atencions no desitjades, com la de nens petits o quan estan dormint. Molts cafès també procuren crear consciència sobre els problemes que afecten els gats, com els abandonaments i els maltractaments. Al Japó, aquests cafès de gats han d'obtenir una llicència i complir amb els estrictes requeriments i regulacions de la llei de tracte i protecció d'animals.

## Turquia
Kaktüs és el cafè de gats més famós de Turquia. El primer Kaktüs va ser obert a Beyoğlu, Istanbul, molt a prop de l'avinguda principal el 1993 (tancat el 2012) i el segon a Cihangir, un barri del mateix districte, el 2008. Tots dos cafès no solament tenen molts gats sinó també totes les tasses de cafè, els cendrers, etc., tenen dibuixos de gat." Kaktüs" (Cactus) va ser el nom d'un dels gats del cafè. Els gats són considerats un símbol del barri de Cihangir.

## En altres països

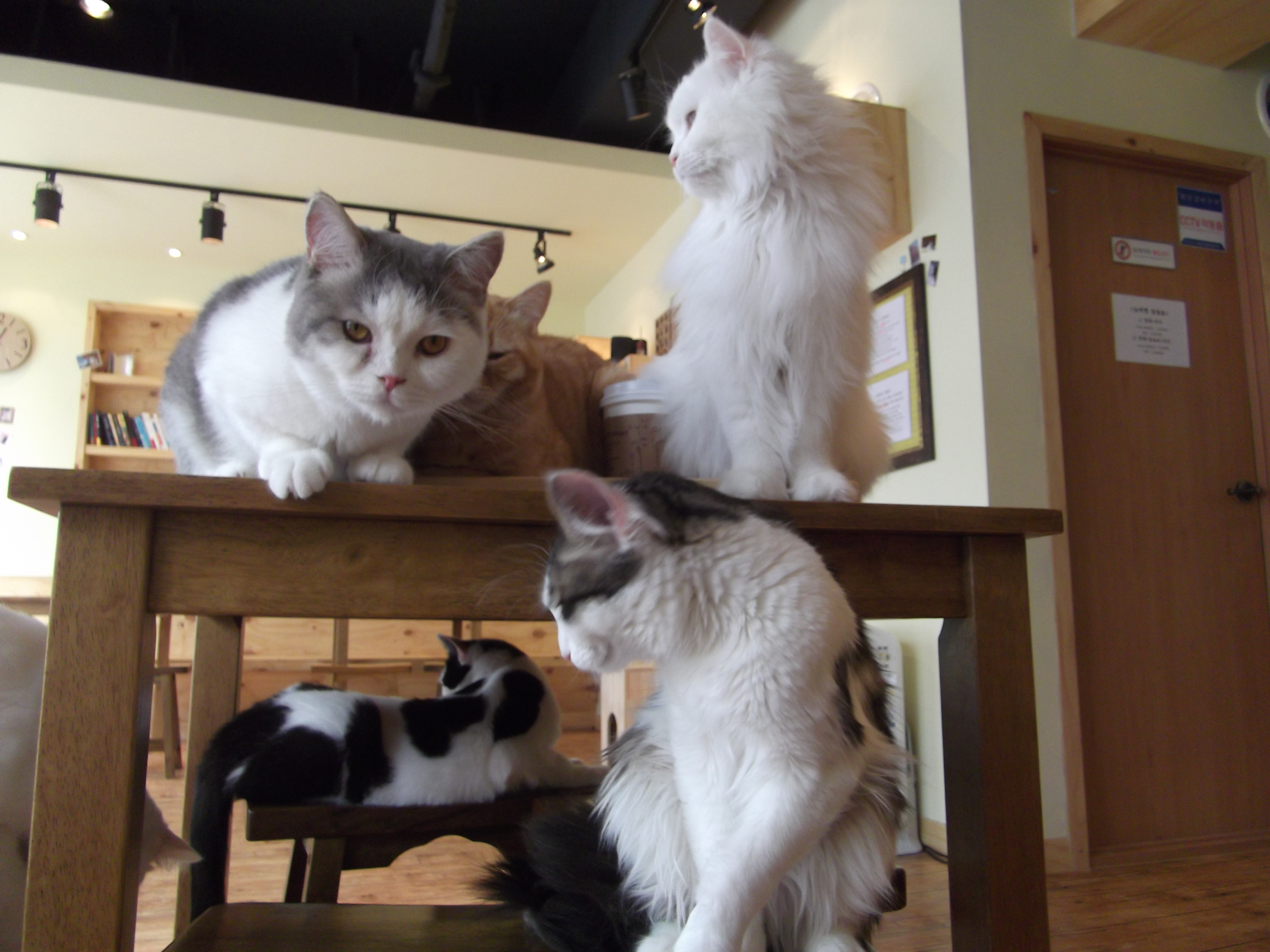
Alguns gats reunits al Norie Cat de Cheonan, Corea del Sud

- El primer cafè de gats d'Europa, Cafe Neko, va aparèixer a Viena (Àustria) el març de 2012.[10]
- El març de 2012, es va planejar obrir un cafè de gats al Regne Unit. Però, el projecte va acabar descartat, ja que la seva futura ubicació deixà d'estar disponible. Després que es planegés en una segona nova ubicació, el primer cafè de gats del Regne Unit va obrir el maig de 2013 a Totnes (Devon).[11][12] I el desembre de 2012, una campanya obria també un cafè de gats a Londres (Anglaterra).[13][14] Aquest últim cafè es faria popular per promoure el rescat de gats,[15] i per estar construït subterràniament.[16]
- A Corea del Sud, el Norie Cat (coreà: 노리캣) va obrir el novembre de 2012 a Cheonan, ciutat província de Chungcheong, amb al voltant de 20 gats.
- A Hongria, el primer cafè de gats Cat Café Budapest obrí el febrer de 2013,[17] i un altre obrí el març de 2013.[18]
- A Alemanya, el Cafe Katzentempel[19] concretament obrí a Múnic el 2013,[20] i Pee Pees Katzencafe,[21] a Berlín, s'obrí també el 2013.[22]
- El primer cafè de gats parisenc s'inaugurà el 21 de setembre de 2013 al barri de Le Marais,[23] anomenat Le café des chats.[24]
- I el 15 d'octubre de 2013 va obrir les portes el primer cafè de gats a l'estat espanyol,[25] La gatoteca, seu social de l'ONG per a l'adopció de gats ABRIGA, cafè que està situat a la ciutat de Madrid.[26][27][28] Les visites tenen una duració aproximada d'1 hora, però es permet estar-hi més temps si no hi ha altres visitants amb reserva esperant i l'aforament no estigui complet. El preu de l'estança és de mínim 2,50 € per 15 minuts, que és el que s'abona amb la reserva, i llavors el preu a la sortida pot variar dels 4,50 € la mitja hora o 7 € l'hora completa.[29]
- Als Estats Units, el 25 d'octubre de 2014[30] se'n va obrir un a la ciutat d'Oakland anomenat Cat Town Cafe.[31] Ideat per una entitat animalista anomenada Cat Town Adoptions,[32] que a més d'oferir passar una estona amb tot de gats, també promovia l'adopció de gats que la gent es comprometés a cuidar a casa.
- A Barcelona, al carrer Terol 29-33,[33] a inicis del 2016 també es va obrir un cafè de gats anomenat Espai DeGats, en el qual s'ofereix un servei d'adopció de gats a més d'una escola per aprendre a cuidar-los.[34][35]